# سنوكر

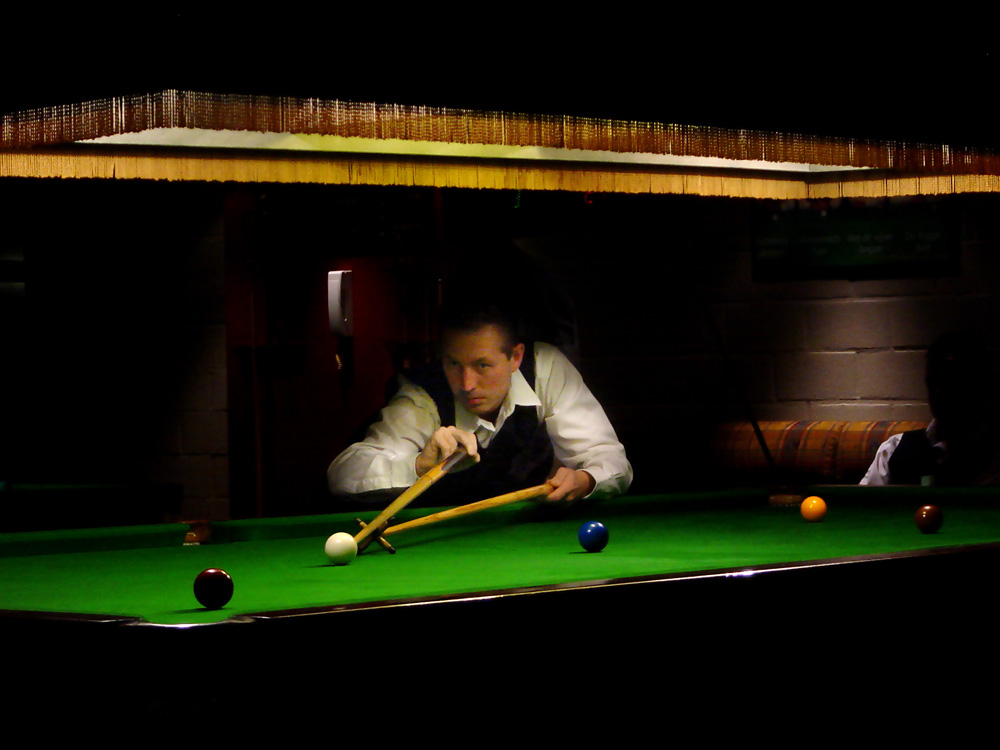
السنوكر

الإسنوكر أو السنوكر أو البلياردو الإنجليزي (بالإنجليزية: snooker)‏ تعدّ من أوسع ألعاب البلياردو انتشاراً في العالم حيث أنها تعتمد على التكتيك الرفيع.

## نمط المباراة
تمارس هذه اللعبة فوق طاولة بلياردو لها جيوب إنجليزية (ذات مواصفات خاصة) ويفوز بالمباراة اللاعب أو الفريق الذي يسجل عدداً أكبر من النقاط أو من تنتهي المباراة لصالحه طبقاً لما نص عليها.

## عدد اللاعبين
اثنين أو فريقين (ويفضل أن تكون بين لاعبين اثنين)

## الكرات
يتكون طاقم الكرات من اثنين وعشرين كرة وألوان موزعة كالآتي :
15 كرة حمراء، كرة واحد من : الصفراء، الخضراء، البنية، الزرقاء، الزهرية، السوداء، ثم كرة بيضاء.

## وضع الكرات
يتم ترتيب طاقم الكرات الحمراء على شكل مثلث ثم الكرات الملونة والكرة البيضاء، قبل كل مباراة سنوكر بنمط ثابت حسب تخطيط محدد ومعمول به دولياً ومعلوم جيد لدى جميع لاعبي السنوكر.

## الاصطلاحات الفنية
تستبعد الكرات الحمراء التي تدفع خارج طاولة البلياردو وأما الكرات الملونة التي تدفع خارج المائدة فيجب إعادتها إلى مراكزها المحددة. عندما يتعين على لاعب التصويب بالكرة البيضاء على كرة من الكرات الملونة فمعنى ذلك أنه قد أعلن لون الكرة الهدف.
سنوكر : كلمة الأساس، ومعناها أنه إذا تعين على لاعب أن يلعب بالكرة البيضاء على أية كرة طبقاً لقواعد وقوانين اللعبة وحدث أن تعذر على اللاعب إصابة الكرة الهدف التي تعين أن يلعب عليها اعتراض كرة أخرى أو مجموعة من الكرات تحول دون اللعب عليها مباشرة سميت هذه الحالة (سنوكر). إذا تعين على لاعب أن يلعب من نصف دائرة الابتداء (d) عقب خطأ إسقاط منافسة للكرة البيضاء في أحد الجيوب أو دفعها خارج طاولة البلياردو فلا يجب أن تكون الكرة الهدف واضحة لضربة مباشرة بمقدار لا يقل عن مسافة قطر دائرة كرة واحدة من اليمين واليسار.
إذا حجبت الكرة الهدف أكثر من واحدة تحول دون إصابتها مباشرة فإن أقرب الكرات إلى الكرة البيضاء هي التي تعدّ مسببة للسنوكر. قد يحدث أن تكون الكرة البيضاء في موضع منحرف داخل زاوية أي في الجيوب بحيث يتعذر على اللاعب إصابة الكرة الهدف إصابة مباشرة وتسمى هذه الحالة بسنوكر الجيب ويتعين على اللاعب أن يصوب في نقطة وقوف الكرة البيضاء.

## قوانين اللعبة
يتحدد ترتيب اللاعبين بالقرعة أو بأي طريقة أخرى يتفق عليها على أن يحتفظ بنفس هذا الترتيب طوال المباراة.
الضربة الأولى : يقوم اللاعب الأول باللعب بالكرة البيضاء من نصف الدائرة ليصوب نحو أي كرة من كرات المثلث (الحمراء) وإذا سقطت أي من الكرات الحمراء في أي جيب من الجيوب تحتسب لصالحه ويستأنف اللعب بعد ذلك على أي كرة من الكرات الملونة، التي يجب عليه أو من مصلحته أن يعلن عنها قبل اللعب عليها وحتى إذا ما أسقطتها في أي من الجيوب فإنها يعاود ويكمل اللعب على كرة من كرات المثلث وهكذا.
إذا لم يتمكن اللاعب من تسجيل أي نقطة عندما يحين دورة اللعب فعلى منافسه أن يلعب الكرة البيضاء من النقطة التي وقفت عندها. الكرات الملونة التي تسقط في الجيب أو التي تقفز خارج البلياردو يجب إعادتها إلى مراكزها الأصلية أما الكرات الحمراء (المثلث) تستبعد من اللعب. بعد إسقاط جميع الكرات الحمراء يكون اللعب على الكرات الملونة حسب قيمتها أي الصفراء، الخضراء، البني، الزرقاء، الزهرية، السوداء.
يجب على اللاعب تحديد الكرة الهدف متى طلب منه الحكم ذلك، على أنه مصلحة اللاعب إعلان لون الكرة التي سيصوب عليها بالكرة البيضاء قبل التصويب. على اللاعب أن يحاول قدر طاقته اللعب الصحيح بدون تعمد للخطأ. يجب أن تعدّ الكرة الهدف هي الكرة الحكم أي هي التي تحتسب قيمتها لصالح اللاعب أو في غير صالحه ولذلك نورد المثال الآتي : إذا فرضنا أن الكرة الهدف هي الكرة الزرقاء، وقام اللاعب بلمس الكرة الزرقاء بالكرة البيضاء وبعد ذلك الكرة السوداء وأخذت الكرة البيضاء طريقها نحو السقوط في أحد الجيوب فإن اللاعب في هذه الحالة يخسر (5) نقاط أي قيمة الكرة الهدف الأساسية أمام إذا الكرتين البيضاء والسوداء في وقت واحد فإن اللاعب يخسر (7) نقاط من رصيده (أكبرهما قيمة).

## قيمة احتساب الكرات
أحمر = نقطة واحدة.

أصفر = نقطتان.

أخضر= ثلاث نقاط.

بني = أربع نقاط.

أزرق = خمس نقاط.

زهري  = ست نقاط.

أسود = سبع نقاط.

## إعادة وضع الكرات في مراكزها الأصلية
على اللاعب التأكد من أن جميع الكرات موضوعة في مراكزها الصحيحة قبل أن يلعب دورته. أية كرة ملونة تسقط في أي جيب نتيجة لتصويب خطأ يعدّ إسقاطها مخالفاً لقواعد اللعب ويجب إعادتها إلى مركزها الأصلي.
المراكز الأصلية :
إذا تصادف انشغال المركز الأصلي لأي كرة من الكرات الملونة التي يراد إعادتها فإنها توضع في أول مركز خال ابتداء من مركز الكرة السوداء فإذا ما تصادف انشغال مركز الكرة السوداء فإنها توضع في مركز الزهرية وهكذا إلى مركز الصفراء. إما إذا تصادف انشغال جميع الكرات الملونة فإن ذلك يقتضي إيداع جميع الكرات الملونة عدا السوداء والزهرية في مراكز تقع أمام مراكزها الأصلية لا تلامس أي منها الكرة الشاغلة أما بالنسبة للكرات السوداء والزهرية فإنها توضع أمام مراكزها الأصلية أو خلفها حسب مقتضيات الأحوال، هذا مع ضرورة الأخذ في الاعتبار عدم ملامسة أي منها أيضاً من الكرات الشاغلة.
الكرات التي تسقط في إصابة مباشرة واحدة :
لا يجوز الاسقاط أو التصويب بالكرة البيضاء نحو كرتين في آن واحد إلا في حالة التصويب نحو كرات المثلث أو كما تنص القواعد في شأن الكرة الحرة والكرة الهدف. أما في حالة إسقاط أي عدد من كرات المثلث في اصابة واحدة فإن إسقاطها يعدّ محتسباً وصحيحاً ما دامت الضربة صحيحة.
أحوال ملامسة كرة العصا لأي من الكرات :
إذا كانت الكرة البيضاء ملاصقة تماماً للكرة الهدف فإنه يتحتم على اللاعب أن يلعب في اتجاه عكسي بعيداً عن الكرة وبدون أن يحركها وإلا اعتبرت الضربة (دفعة) تحتسب عليه.
إذا كانت الكرة البيضاء ملاصقة لكرة غير الكرة الهدف فإنه يتحتم على اللاعب أن يلعب أيضاً في اتجاه عكسي بعيداً عن الكرة الملاصقة فإذا ما فشل في إصابة الكرة الهدف فإنه يعاقب. في جميع الحالات التي تكون الكرة البيضاء فيها ملاصقة لأية كرة فعلى الحكم أن يعلن عن ذلك بقوله (كرة ملاصقة) دون الانتظار لأن يطلب منه ذلك، كما يجب على الحكم ألا يقدم أية معلومات أخرى أو نصائح.